# Ashtar

Minh họa Ashtar Sheran

Ashtar (đôi lúc gọi là Ashtar Sheran) là cái tên được đặt cho một nhóm người ngoài hành tinh hoặc một nhóm thực thể mà một số người cho rằng mình từng nhận được sự truyền đạt tâm linh. Nhân vật có mối liên hệ với UFO George Van Tassel có thể là người đầu tiên tuyên bố nhận được một thông điệp từ Ashtar vào năm 1952. Kể từ đó dấy lên nhiều lời tuyên bố khác biệt về Ashtar đã xuất hiện trong các ngữ cảnh khác nhau. Phong trào Ashtar từng được giới học giả nghiên cứu như một dạng tôn giáo UFO nổi bật nửa cuối thế kỷ 20.

## Van Tassel
Denzler quan sát rằng "về lâu về dài, có lẽ người quan trọng nhất trong việc tuyên truyền và duy trì vĩnh viễn phong trào tiếp xúc UFO là George Van Tassel". Năm 1947, Van Tassel dọn chỗ ở sang khu Giant Rock, nằm gần Landers ở sa mạc Mojave, California, nơi ông thành lập một Trung tâm UFO lớn. Đây là trung tâm hội nghị UFO thành công và nổi tiếng nhất thời bấy giờ.
Là một trong những "cha đẻ" sáng lập ra ngành UFO học mang hơi hướng tôn giáo hiện đại, Van Tassel cũng được cho là đã tạo nên nhóm UFO nổi tiếng nhất được thành lập ở Mỹ vào cuối những năm 1940 và đầu những năm 1950, mặc dù không có ảnh hưởng hay nổi tiếng ngày nay. Đây chính là "Bộ Trí tuệ Toàn cầu" bắt đầu vào năm 1953, phát triển từ hai nhóm trước đó ông đã tổ chức tại Giant Rock vào cuối thập niên 1940. Tổ chức này chuyên tiến hành điều tra và khuyến khích nghệ thuật chữa bệnh, nhưng trọng tâm chính của nó là thu thập và phân tích hiện tượng UFO và phỏng vấn 'người được tiếp xúc'. Do sự quan tâm của đài phát thanh và truyền hình, Van Tassel đã trở thành người quảng bá nổi tiếng nhất về trải nghiệm liên hệ UFO và phần nào của một người nổi tiếng trong thập niên 1950.
Năm 1952, Van Tassel đã tự mình nhận được những thông điệp thông qua giao tiếp thần giao cách cảm từ một người ngoài hành tinh và thực thể không gian đa chiều được gọi là "Ashtar". Đây chính là nguồn gốc biến thành ""siêu sao siêu hình đầu tiên của kỷ nguyên đĩa bay". Van Tassel cũng diễn giải Kinh Thánh Kitô giáo về sự can thiệp của người ngoài hành tinh trong quá trình tiến hóa của nhân loại, và tuyên bố rằng Chúa Giêsu là một thực thể trong vũ trụ. Bộ Trí tuệ Toàn cầu đã dạy rằng tất cả mọi người có quyền cầu xin "Trí tuệ Toàn cầu của Chúa", tạo điều kiện cho quá trình tiến hóa như được minh họa bằng ví dụ bởi Chúa Giêsu và Ashtar. Van Tassel còn tuyên bố rằng bằng cách tiếp cận Trí tuệ Toàn cầu ông có thể nhận được những thông điệp không chỉ từ Ashtar mà còn từ những người đã chết, như Nikola Tesla. Chính nhờ Tesla mà ông tuyên bố đã nhận được chỉ dẫn để chế tạo cỗ máy "Integratron", giúp kéo dài tuổi thọ và tiếp nhận lượng kiến thức từ quá khứ và tương lai.
Mặc dù phương pháp liên lạc đầy ý nghĩa của mình với những trí tuệ ngoài trái đất giống với những gì thường được gọi là "cầu hồn", Van Tassel tuyên bố đã thiết lập một hình thức giao tiếp thần giao cách cảm mới với những 'nguồn lực' này, sử dụng một phương pháp bao gồm cả khả năng tự nhiên của con người và dùng một dạng công nghệ ngoài hành tinh được cho là tiên tiến, chứ không phải là phương pháp tiếp cận tâm linh trung gian, phi công nghệ, tôn giáo theo truyền thống từng được nhiều đồng cốt đầu tiên khác của thời đại thực hiện. Van Tassel đã bảo lưu ý kiến rằng phương pháp mà ông sử dụng không phải là một hoạt động huyền bí hay siêu hình, mà theo như yêu cầu là 'cộng hưởng' với các thông điệp được gửi đi. Đó là một ví dụ về ứng dụng nền khoa học tối tân của người ngoài hành tinh, mà bất cứ ai cũng có thể làm được bằng việc luyện tập các kỹ thuật thiền định phù hợp.

## Hội nghị Vũ trụ Giant Rock
Van Tassel thường tổ chức các buổi cầu cơ hàng tuần tại Giant Rock để mọi người "đặt câu hỏi" và "câu trả lời truyền đạt" từ người ngoài hành tinh. Theo lời Jerome Clark, những cuộc tụ họp này đã kết hợp các tiểu văn hóa của nhóm người tiếp xúc UFO bị chia cắt rải rác thành một phong trào dễ nhận dạng vào tháng 1 năm 1952. Điều này đã dẫn đến Hội nghị Tàu vũ trụ Giant Rock hằng năm do Van Tassel tổ chức, bắt đầu vào mùa xuân năm 1953 và tiếp tục trong ít nhất 24 năm nữa. Nó đánh dấu vai trò quan trọng nhất của Van Tassel trong lịch sử UFO Năm 1959 có tới 11.000 người đã tham dự các hội nghị này và lắng nghe những thông điệp được truyền từ ngoài không gian. Hầu hết những người tiếp xúc UFO nổi tiếng đều tham dự các hội nghị này với tư cách là diễn giả và nhà truyền đạt. Melton nói rằng hầu như tất cả những người tiếp xúc UFO trong thập niên 1950 đều tham gia vào hai cấu trúc đại kết được thành lập bởi Van Tassel hoặc Gabriel Green. Đa phần những thôn điệp đầu tiên mà Van Tassel tuyên bố mình nhận được từ Ashtar lần đầu tiên được giới thiệu cho công chúng tại những sự kiện này.
Những thông điệp ý nghĩa đầu tiên của Van Tassel từ Ashtar chứa đựng rất nhiều tài liệu khải huyền, tập trung vào những lo ngại về sự phát triển mau chóng của quả bom hydro được thử nghiệm. Người ta tuyên bố rằng vào ngày 18 tháng 7 năm 1952, Ashtar đã bước vào hệ Mặt trời với tư cách là Tổng Tư lệnh Bộ Chỉ huy Thiên hà Ashtar để cảnh báo nhân loại về những nguy hiểm của việc nổ bom H, bao gồm cả sự hủy diệt của hành tinh này. Các thông điệp nói rằng Bộ Chỉ huy Không gian đã quyết định rằng con người sẽ không phá hủy Trái đất thông qua việc sử dụng sai lầm nguồn năng lượng hạt nhân vì sự giúp đỡ nhân loại của họ. Van Tassel cũng tuyên bố rằng Ashtar đã cung cấp những thông điệp cụ thể mà ông dự kiến sẽ chuyển giao cho chính phủ liên bang Hoa Kỳ về những tác động tiêu cực tiềm tàng của các vụ thử nghiệm bom sắp tới được đề xuất. Sau vụ nổ bom H thực sự của chính phủ Mỹ và Nga, nhóm truyền đạt mới tuyên bố rằng lực lượng vũ trụ đã trợ giúp hành tinh này tồn tại qua các cuộc thử nghiệm bom.

## Bộ Chỉ huy Ashtar
Khi những buổi liên lạc hàng tuần tại Giant Rock tiếp tục qua đầu thập niên 1950, khái niệm của một "Bộ Chỉ huy Ashtar" (Ashtar Command) đã được một số người tiếp xúc và liên lạc UFO đầu tiên nổi bật sử dụng cho riêng mình, dựa trên hình ảnh của Ashtar, bắt nguồn từ sự khuyến khích của Van Tassel. Robert Short (còn gọi là Bill Rose), biên tập viên tạp chí UFO thập niên 1950 "Interplanetary News Digest" (Tập san Tin tức Liên hành tinh), là thành viên trong nhóm Van Tassel. Ông bắt đầu phổ biến các thông điệp, nhưng khi Van Tassel không đồng ý rằng các thông điệp Ashtar khác là xác thực, Short đã rời bỏ nhóm và bắt đầu tạo lập nhóm riêng của mình được gọi là "Bộ Chỉ huy Ashtar".
Vào giữa những năm 1950, khái niệm về Ashtar và một cơ quan thực thi pháp luật thiên hà chuẩn bị một cuộc giải cứu sắp xảy ra của nhân loại trở nên hiện hữu, và bao gồm nhiều người liên lạc truyền giáo bí ẩn nổi tiếng của thời đại. Ví dụ, Elouise Moeller từng dự đoán một hạm đội không gian sẽ đến trong tương lai gần; và Adelaide J Brown từng tuyên bố rằng các nền văn minh hưng thịnh tồn tại trên các hành tinh khác trong hệ mặt trời.
Tuy nhiên, khi thời gian và kiến thức khoa học tiến triển, sự thất bại của những dự đoán này có tác động tiêu cực lớn đến việc mở rộng phong trào Bộ Chỉ huy Ashtar do thiếu một cơ quan trung ương có thể kiểm soát tổn hại. Mặc dù Robert Short đã dành rất nhiều thời gian quảng bá cho thông điệp Ashtar, ông không phải là nhà lãnh đạo cũng không phải là thông dịch viên duy nhất, bởi thời gian này, có tới hàng chục người liên lạc Ashtar đã giới thiệu các thông điệp mâu thuẫn.